# Francisco Parés Alicea
Francisco Parés Alicea (29 de marzo de 1988) es un contador y funcionario del Gobierno de Puerto Rico que desde junio de 2019 a enero de 2024 se desempeñó como Secretario de Hacienda.

## Biografía
Parés nació el 29 de marzo de 1988. Completó un bachillerato en administración de empresas en contabilidad en la Universidad de Puerto Rico, Recinto de Río Piedras. Parés obtuvo una Maestría en Ciencias en impuestos de la Universidad del Nordeste.
Parés es contador público certificado y trabajó para Deloitte. Posteriormente se convirtió en subsecretario de las áreas de rentas internas y política contributiva del Departamento de Hacienda de Puerto Rico. 

## Secretario de Hacienda
En julio de 2019 fue nominado por el Gobernador Ricardo Rosselló para suceder a Raúl Maldonado como Secretario de Hacienda de Puerto Rico. El 8 de julio el Senado aprobó su nominación en una sesión extraordinaria.
El 12 de enero de 2024, el gobernador Pedro Pierluisi anunció que aceptó la renuncia de Parés Alicea como Secretario de Hacienda efectiva el 31 del mismo mes. Posteriormente se confirmó la integración de Parés Alicea como principal oficial financiero de Metro Pavia Health System.
El término del mandato de Francisco Parés Alicea como secretario del Departamento de Hacienda de Puerto Rico estuvo marcado por una despedida singular y emotiva. Después de servir desde el año 2019, Parés Alicea concluyó su período en una atmósfera que pocas veces se observa en despedidas de funcionarios gubernamentales.
El día de su despedida, la agencia que dirigió durante años se convirtió en escenario de un evento memorable. Empleados del Departamento de Hacienda se congregaron para ofrecer un último adiós a su líder, no como un típico acto protocolar, sino con una efusividad que reflejaba el aprecio y respeto que se había ganado durante su gestión.
La jornada estuvo caracterizada por escenas que bien podrían confundirse con la despedida de una estrella de rock más que de un secretario de hacienda. Francisco Parés Alicea, manteniendo su humildad característica, se mezcló entre los empleados, participando en un intercambio de gestos de gratitud que incluyeron abrazos, aplausos y numerosas selfies. Este comportamiento contrasta con las convenciones típicamente asociadas a funcionarios en posiciones de alto rango, subrayando una gestión cercana y un liderazgo apreciado por su equipo.
La despedida de Parés Alicea no solo simbolizó el cierre de un capítulo en su carrera profesional, sino que también evidenció el impacto positivo de su liderazgo en el ambiente laboral y en la moral de los empleados del Departamento de Hacienda. La efusiva despedida reflejó el cariño y el respeto que logró sembrar entre sus colaboradores, un legado que, sin duda, marcará su paso por la administración pública de Puerto Rico.